# 1984 RA
1984 RA är en asteroid i huvudbältet som upptäcktes den 1 september 1984 av den italienska astronomen Maria A. Barucci vid Palomar-observatoriet.
Asteroiden har en diameter på ungefär 2 kilometer och den tillhör asteroidgruppen Hungaria.